# Yamashita Park
Yamashita Park (jap. 山下公園 Yamashita Kōen) – jeden z najstarszych parków nadmorskich w Japonii, położony w dzielnicy Naka, wzdłuż nabrzeża Jokohamy. Został zbudowany w ramach projektu odbudowy po wielkim trzęsieniu ziemi w Kantō w 1923 roku. Park został oficjalnie otwarty w 1930 roku.

## Historia
1 września 1923 roku wielkim trzęsieniu ziemi w Kantō zniszczyło dużą część Jokohamy. Władze miasta wykorzystały gruzy pasażu handlowego Kannai do odbudowy dawnego nabrzeża jako parku.
Park został otwarty 15 marca 1930 roku. Spośród sześciu największych miast w tamtym czasie Jokohama miała najmniejszą powierzchnię parków w przeliczeniu na liczbę mieszkańców, więc przyjęto plan parku sprzed trzęsienia ziemi.
Park został przejęty przez siły alianckie w 1945 roku w celu rozwoju wojskowego podczas okupacji Japonii i nie został zwrócony Japończykom aż do 1960 roku.
W marcu 2002 roku park połączono z promenadą dzielnicy Shinko. Został również wpisany do rejestru zabytków w lutym 2007 roku.

## Galeria

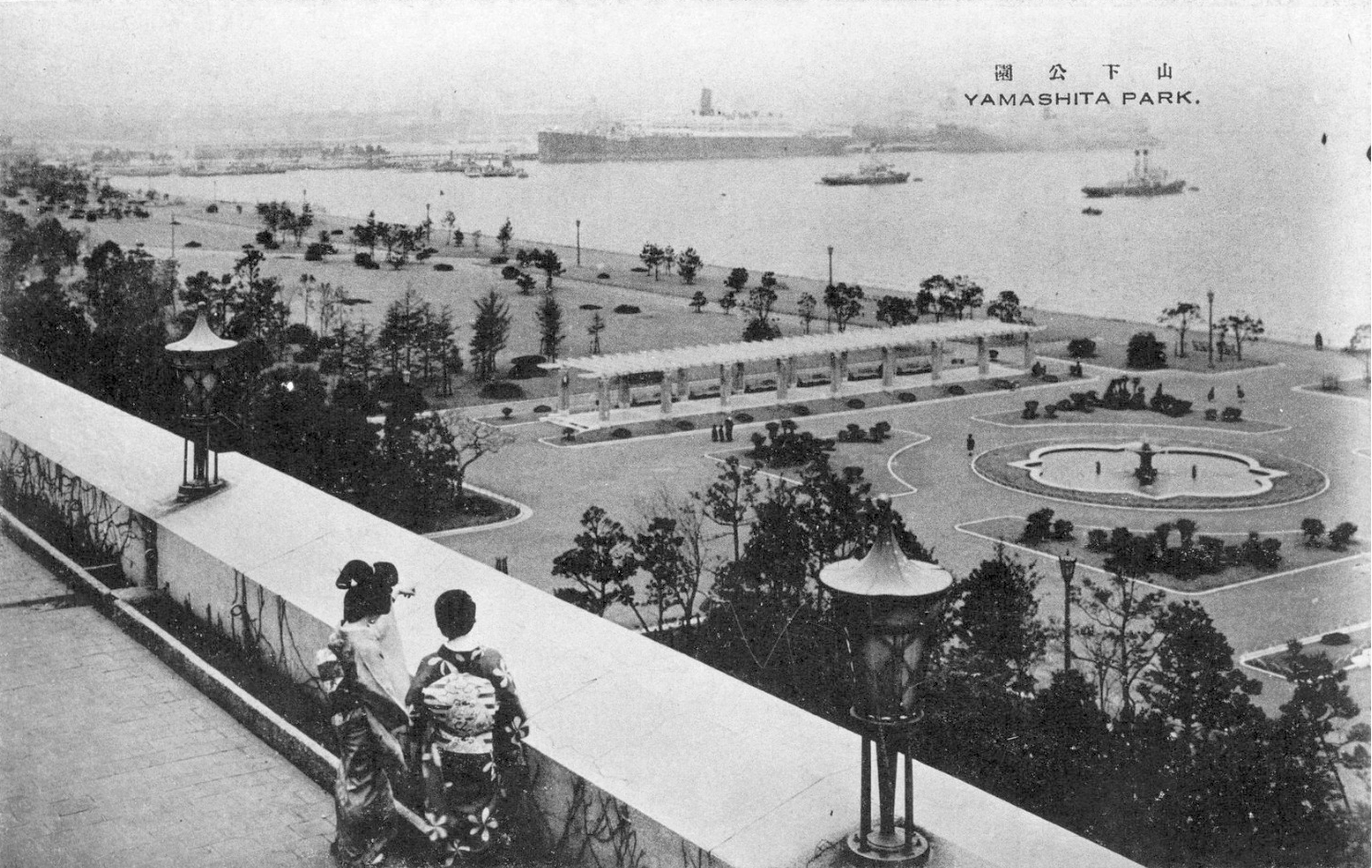
Zdjęcie panoramy parku wykonane w 1930 roku
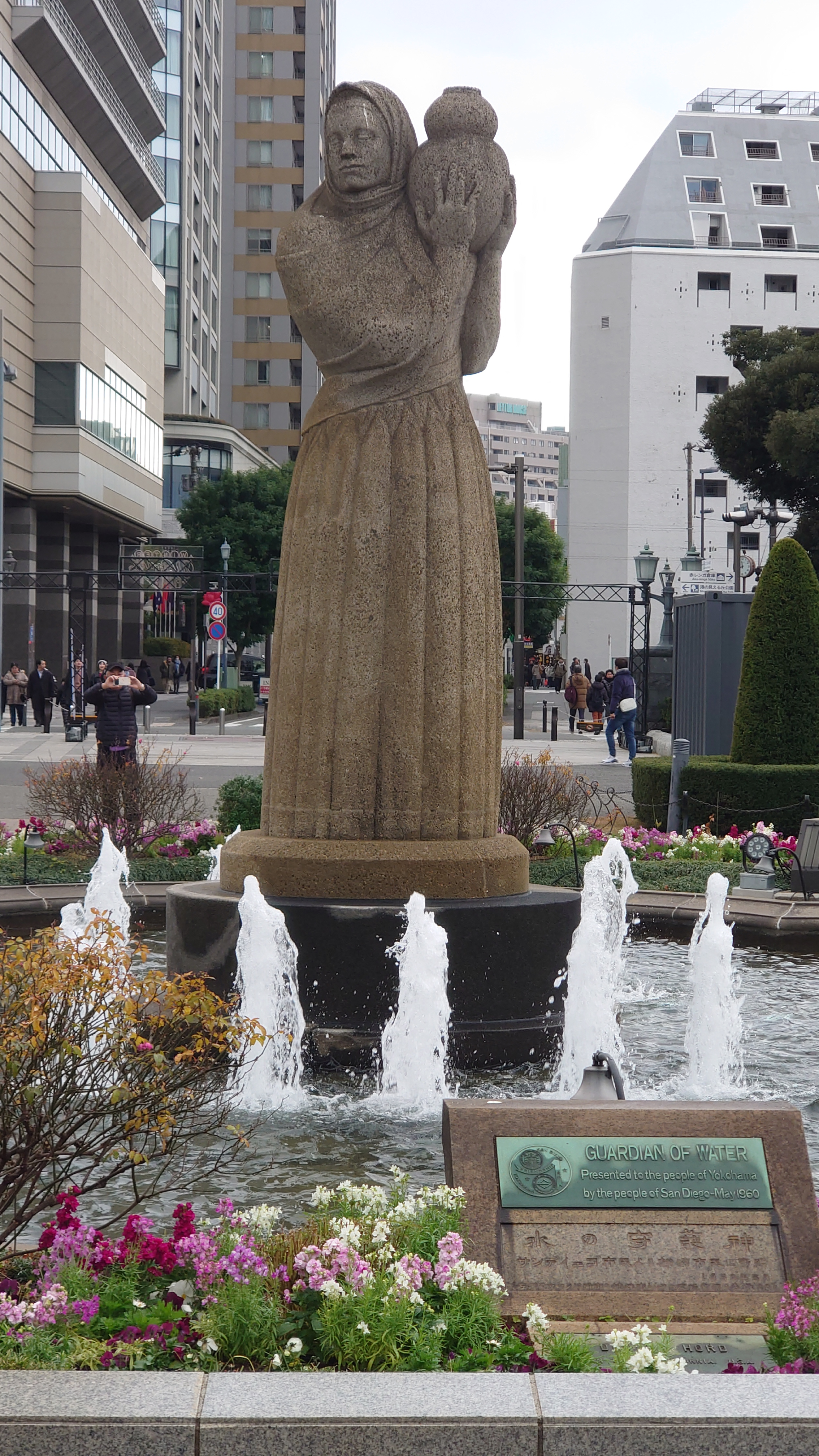
Posąg strażnika wody
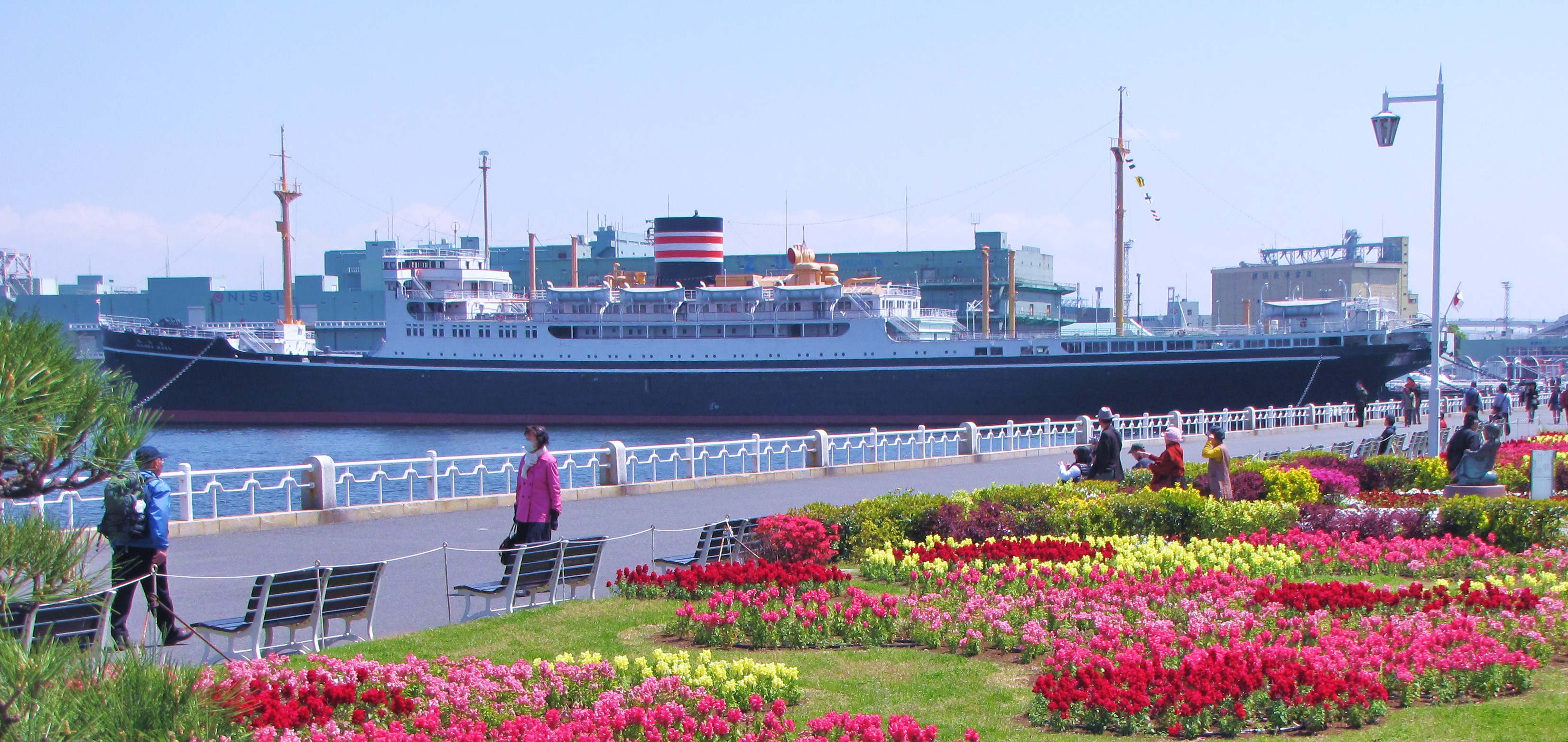
Park Yamashita i japoński transatlantyk Hikawa Maru, obecnie statek muzeum w Jokohamie